# Esperanza Abad
Esperanza Abad es una cantante española especializada en música contemporánea, corriente en la que es una pionera en su país, habiendo actuado con diversos grupos vanguardistas españoles y extranjeros. En los años 70 fue cofundadora del Laboratorio de Investigación Musical (LIM) y de CANON -colectivo multidisciplinar que influiría en numerosos creadores escénicos en los años posteriores- además de ser miembro del Equipo 40 y de Koan. 
Ha estrenado más de 60 obras de compositores españoles y extranjeros, muchas de estas dedicadas. Su intensa actividad la ha llevado a salas de numerosos países, participando en festivales como el Festival Internacional de Música y Danza de Granada, la Semana de Nueva Música de Barcelona, el Festival de Lectoure, el Dimecres de Radio Nacional de España, los Días de Música Contemporánea de Madrid, Arc-2, etc., además de los realizar grabaciones en los estudios de RNE, TVE y la BBC.
En el ámbito teatral, destaca su continuada colaboración con la compañía Atalaya y el Centro Internacional de Investigación Teatral de Sevilla a partir de 1988 hasta la actualidad.